# Колобовник
Колобовник или мятик —  один из видов льда на озере Байкал. Представляет собой блинчатый лёд с окатанными и завёрнутыми кверху краями, множество округлых глыб осеннего льда, скованных гладким прозрачным льдом.
Образуется при замерзании и разрушении ветром ледового покрова озера. Сломанные льдинки сталкиваясь друг с другом, разрыхляют острые края, а мороз сцепляет их, создавая труднопроходимые поля. По ним крайне сложно перемещаться и пешком, и на любом виде техники.
Колобовник чаще всего встречается у берегов, особенно на прибойных местах, куда ветром нагоняется много плавучего льда, глыбы которого под действием волнения измельчаются и округляются.